# Comarca de Loja

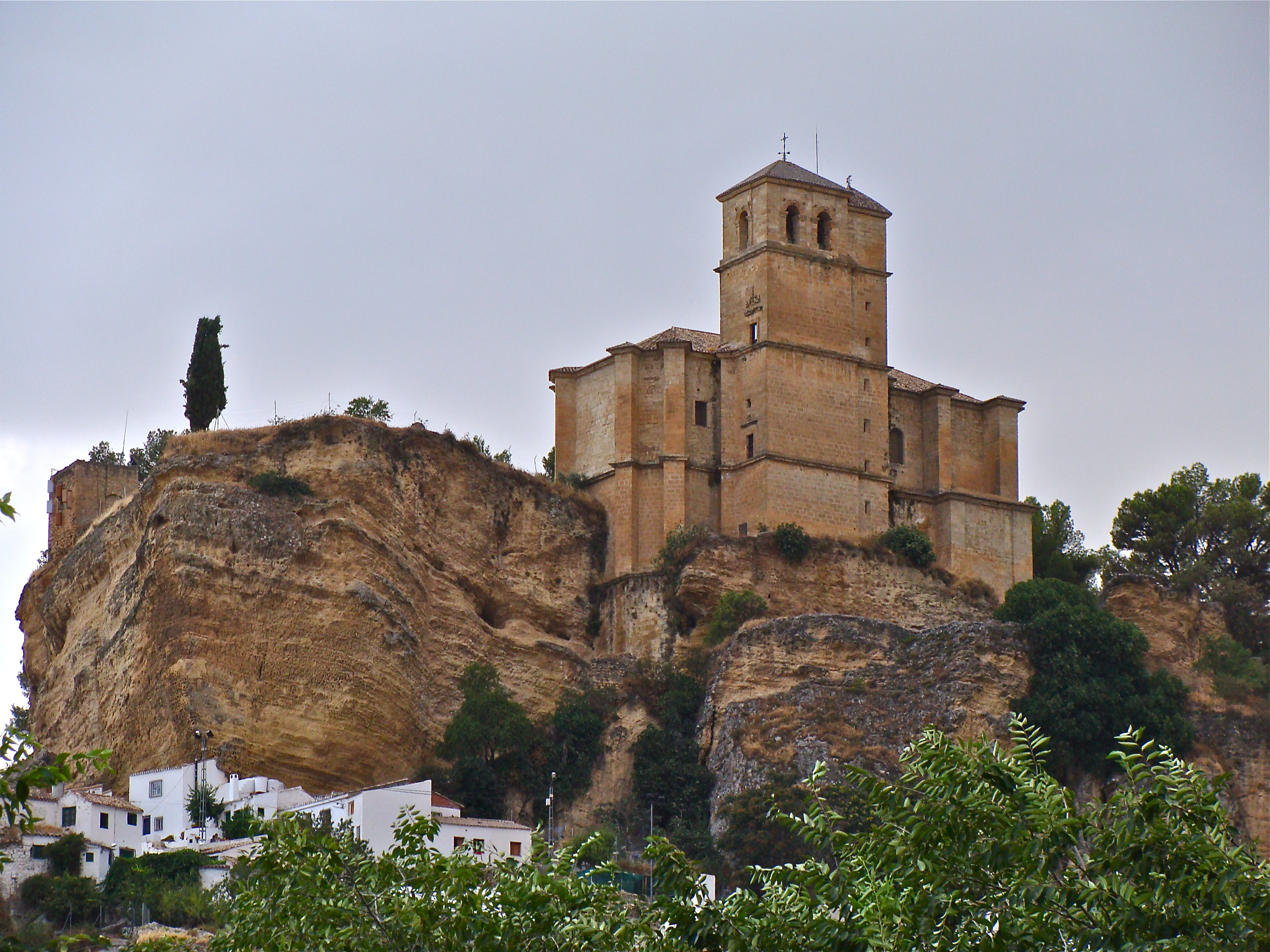
Iglesia de la Villa, en Montefrío.

Loja es una comarca española situada en el extremo occidental de la provincia de Granada. Este territorio limita al noreste con Los Montes; al este con la Vega de Granada; al sur con la comarca de Alhama; al suroeste con la Axarquía, en Málaga; al oeste con el Nororma, también en Málaga; al noroeste con la Subbética, en Córdoba; y al norte con la Sierra Sur de Jaén. Esta zona, junto con la comarca alhameña, está considerada como el Poniente Granadino.
Está formada por diez municipios, de los cuales el más poblado y extenso es Loja; por el contrario, el municipio con menor número de habitantes es Zagra, y el de menor superficie es Villanueva Mesía. Su capital tradicional e histórica es la ciudad de Loja.

## Municipios
La comarca está conformada por los siguientes municipios:
|                      | Municipio            | Superficie   | Población (2019) | Densidad        | Ayto. (2023) | Pedanías |
| -------------------- | -------------------- | ------------ | ---------------- | --------------- | ------------ | --- |
| Algarinejo           | Algarinejo           | 92,11 km²    | 2.520 hab.       | 27,35 hab./km²  | PP           | Dehesilla, Fuentes de Cesna, Palancar, La Saucedilla, Sierra de Ojete-Chite y La Viña |
| Huétor Tájar         | Huétor Tájar         | 39,94 km²    | 10.352 hab.      | 259,18 hab./km² | PSOE         | Calardos, La Esperanza, Estación de Huétor Tájar, Las Torres y Venta Nueva |
| Íllora               | Íllora               | 197,43 km²   | 10.054 hab.      | 50,92 hab./km²  | PSOE         | La Alhondiguilla, Alomartes, Brácana, Escóznar, Obéilar, Tocón, Vallequemado y Ventas de Algarra |
| Loja                 | Loja                 | 447,53 km²   | 20.342 hab.      | 45,45 hab./km²  | PP           | Agicampe, Los Alazores, Los Arenales, Atajea, Barrio de San Antonio, El Bujeo, Cuesta Blanca, Dehesa de los Montes, La Esperanza, La Fábrica, El Frontil, Fuente Camacho, Manzanil, Milanos, La Palma, Plines, Riofrío, Las Rozuelas, Venta del Rayo, Venta Santa Bárbara, Ventorros de Balerma, Ventorros de la Laguna y Ventorros de San José |
| Moclín               | Moclín               | 113,11 km²   | 3.651 hab.       | 32,27 hab./km²  | PSOE         | Gumiel, Limones, Puerto Lope, Olivares, Tiena y Tózar |
| Montefrío            | Montefrío            | 253,92 km²   | 5.433 hab.       | 21,39 hab./km²  | PSOE         | Baratas, Campo Humano, Córcoles, Fortaleza, Los Gitanos, Los Hospitales, Lojilla, Milanos, Los Molinos, Rincón de Turca y La Viñuela |
| Moraleda de Zafayona | Moraleda de Zafayona | 48,15 km²    | 3.153 hab.       | 65,48 hab./km²  | IU           | Loreto |
| Salar                | Salar                | 85,60 km²    | 2.631 hab.       | 30,73 hab./km²  | IU           | |
| Villanueva Mesía     | Villanueva Mesía     | 11,18 km²    | 2.021 hab.       | 180,76 hab./km² | PSOE         | |
| Zagra                | Zagra                | 11,19 km²    | 834 hab.         | 74,53 hab./km²  | PSOE         | |
|                      | TOTAL                | 1.300,16 km² | 60.991 hab.      | 46,91 hab./km²  |              | |